# Boubacar Diallo (Fußballspieler)
Boubacar Diallo (* 25. Dezember 1985 in Kindia) ist ein guineischer ehemaliger Fußballspieler.

## Vereinskarriere
Diallo spielte erst im französischen Amateurliga, erst ab 2006 drei Jahre beim Gazélec FCO Ajaccio und dann in der Saison 2009/10 beim Sporting Toulon. Im August 2010 wechselte er zum FC Spartak Trnava, er bekam einen Vertrag für zwei Jahre. Beim Spartak hat er bis Anfang August 2011 25 Spiele gemacht und ein Tor erzielt.

## Nationalmannschaft
Diallo hat zwei Spiele für Guinea absolviert.